# Desulfotomaculum
Desulfotomaculum é um género de bactérias gram-positivas, anaeróbias obrigatórias, que vivem no solo. É um tipo de bactérias redutoras de sulfato. A sua presença pode-se identificar pelo desprendimento de gás sulfeto de hidrogénio, que tem um odor a ovos podres. São bactérias formadoras de endósporos.
Uma nova linhagem de bactérias Desulfotomaculum foi descoberta numa mina de ouro na África do Sul, vivendo completamente independente da fotossíntese. Estas bactérias utilizam la energia proporcionada pelos radioisótopos para formar sulfeto de hidrogénio, que substitui as ligações de hidrogénio produzidos pela fotossíntese normal. Esta descoberta  prova que os organismos podem obter energia de fontes distintas à da luz do sol, e sugere que formas de vida similares poderiam encontrar-se em outros planetas do Sistema Solar.